# 耶納茨

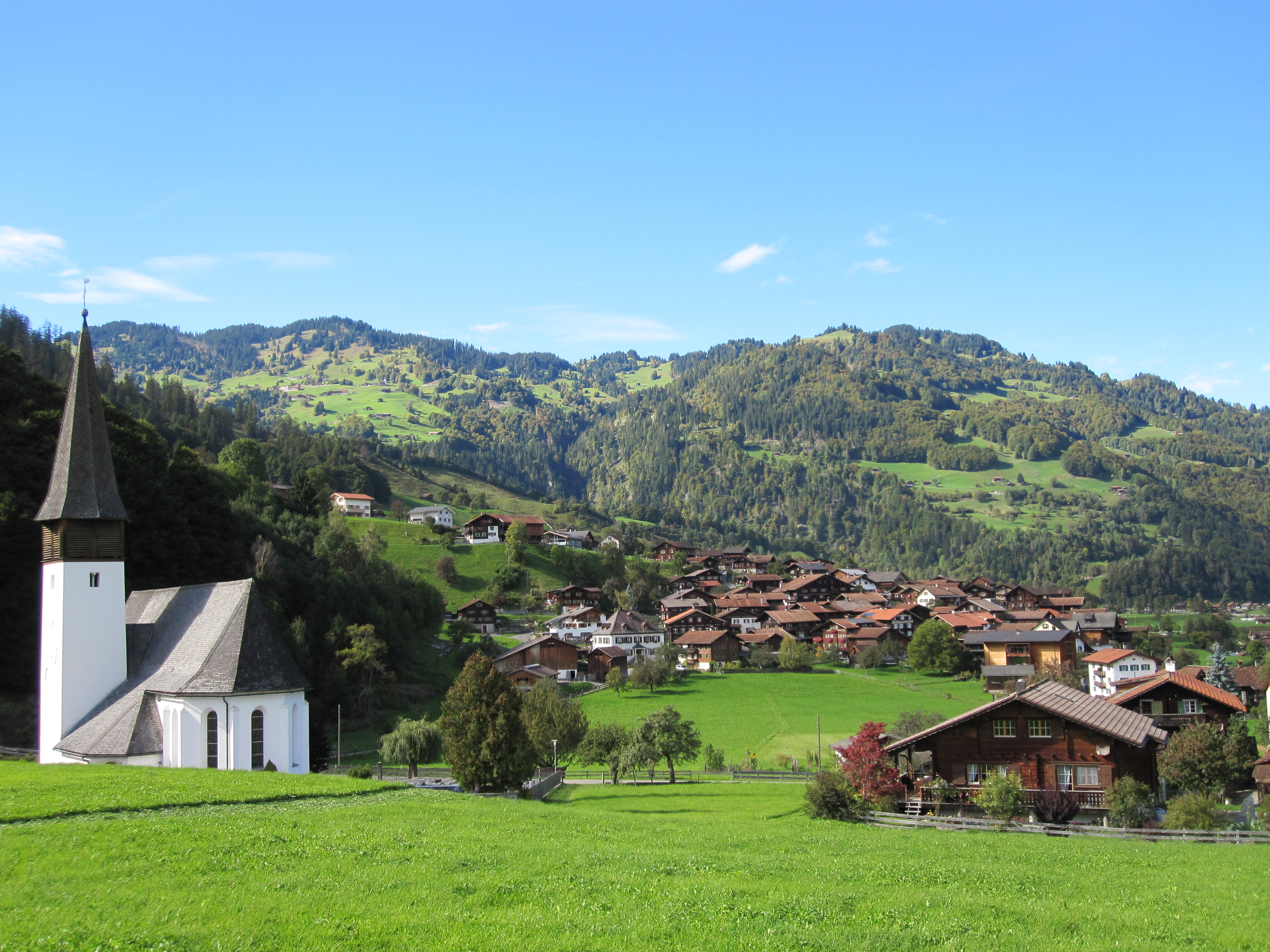

耶納茨是瑞士的城鎮，位於該國東部，由格勞賓登州負責管轄，面積25.91平方公里，海拔高度755米，2011年人口1,164，七成半人口信奉基督教，人口密度每平方公里45人。

## 外部連結
- Official website （德文）